# Contea di Yihuang
La contea di Yihuang (宜黄县S, Yíhuáng XiànP) è una contea della Cina, situata nella provincia di Jiangxi e amministrata dalla prefettura di Fuzhou.